# كأس أبطال الرغبي الأوروبي
كأس أبطال الرغبي الأوروبي هي بطولة سنوية لرياضة اتحاد الرغبي تلعب بين أفضل الأندية الأوروبية.تأسست البطولة في 1995.